# Milan Ferko

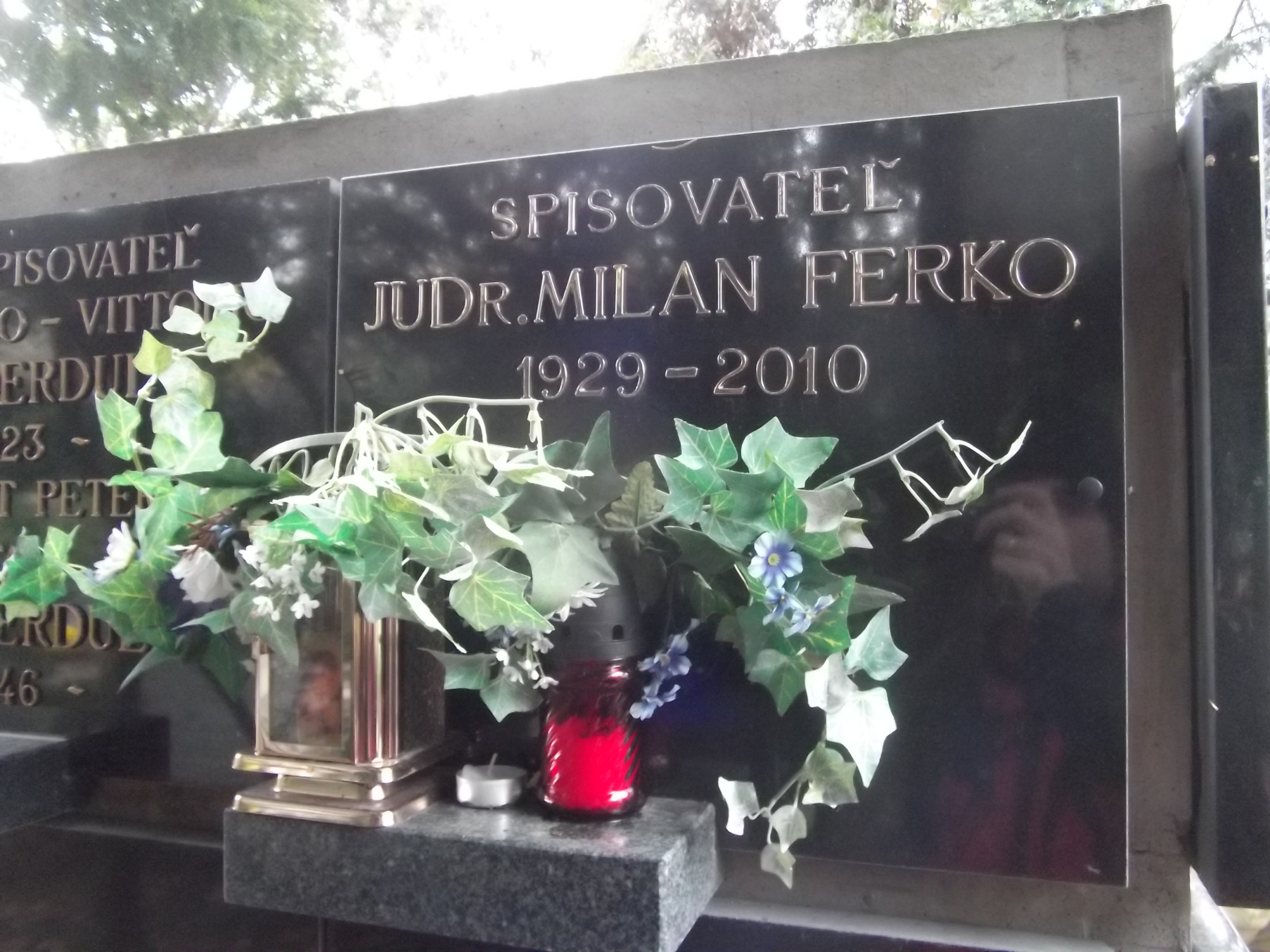
Mormântul lui Milan Ferko în cimitirul Slávičie din Bratislava

Milan Ferko (pseudonime A. Binderov, František Milko) (n. 14 decembrie 1929, Veľké Rovné, Žilinský kraj, Slovacia – d. 26 noiembrie 2010, Bratislava, Slovacia) a fost un scriitor, poet, dramaturg, autor de cărți pentru copii și tineret și editor de carte slovac. A fost fratele lui Jozef și Vladimír Ferko și tatăl sculptorului Ľubomír Ferko.

## Biografie
Provenea dintr-o familie de tinichigii. A învățat la școlile din Veľké Rovné, Žilina și Nitra, iar mai târziu a absolvit Facultatea de Drept a Universității Comenius din Bratislava. Între anii 1951-1955 a fost redactor al ziarului Smena, iar în anii 1955-1956 a lucrat la Kultúrny život. Începând din 1956 a fost fondatorul și redactorul-șef al ziarului Mladá tvorba, iar în anii 1960-1969 a fost redactor la Slovenské pohľady. Din cauza faptului că a sprijinit procesul de reînnoire a Cehoslovaciei, a fost exclus în septembrie 1969 din Uniunea Scriitorilor din Slovacia. Între anii 1970-1975 a fost redactor la editura Slovenský spisovateľ, iar din 1976 s-a dedicat creației literare. După 1989 s-a aflat în conducerea Uniunii Scriitorilor Slovaci și președinte al Matica slovenská. Începând din 1994 și până în 1998 a fost director general al Direcției limbii de stat și literaturii naționale în Ministerul Culturii din Slovacia. Fiul său Ľubomír Ferko este un artist cunoscut.
La 2 ianuarie 2011 președintele Ivan Gašparovič i-a acordat post-mortem Ordinul Ľudovít Štúr clasa I.

## Opera
Începuturile producției sale literare a constat din articole de presă, cartea de debut fiind publicată în 1951. El a scris inițial poezie, care a fost primită cu entuziasm de structurile de tineret ale organizațiilor comuniste. Mai târziu s-a dedicat prozei pentru copii și tineret, având ca personaje indieni, pirați sau haiduci celebri sau descriindu-și propriile experiențe din copilăria petrecută în timpul celui de-al doilea război mondial. A mai scris drame, piese de radio, non-ficțiune, precum și texte de cântece. A tradus, de asemenea, poezie din limbile rusă, bulgară, sârbo-croată sau română.

## Operă

### Poezie
- 1951 – Zväzácka česť, poeme
- 1953 – Víťazná mladosť, volum
- 1957 – Husle a poľnica, volum
- 1960 – Odkaz, volum
- 1961 – Svet na dlani, volum
- 1966 – Rovnováha, volum
- 1989 – Prvá láska nastorako, volum

### Proză
- 1980 – Svadba bez nevesty, roman
- 1982 – Svadba bez ženícha, roman

#### Proză istorică
- 1970 – Krádež svätoštefanskej koruny, roman de aventuri cu acțiunea petrecută în secolul al XV-lea
- 1978 – Jánošík, roman în trei părți
- 1975 – Svätopluk, roman în trei părți
- 1985 – Svätopluk a Metod
- 1989 – Svätoplukovo dedičstvo
- 1990 – Veľkomoravské záhady
- 1991 – Staré povesti slovenské
- 1980 – Medzi ženou a Rímom, un roman istoric cu acțiunea petrecută în timpul domniei lui Marcus Aurelius
- 1988 – Otváranie studničiek, ilustrații de Ľubomír Ferko
- 1990 –   Veľkomoravské záhady
- 1990 –   Staré povesti slovenské
- 1994 – Nové povesti slovenské
- 1999 –   Matúš Čák Trenčiansky
- 2005 –   Kráľovská pomsta

#### Cărți de călătorii
- 1960 – Paríž a my
- 1968 – Prežil som Sibír

#### Alte scrieri
- 1992 – Pravé slovo v pravý čas
- 1994 – Starý národ - mladý štát (coautori R. Marsina, L. Deák și J. Kružliak)
- 1995 – Sto slávnych Slovákov, almanah
- 1997 – Krátky slovník nárečia veľkorovnianskeho
- 1998 – Historické hry (Zločin proti láske-knieža Samo, Pomsta Pribinova, Obrana Metodova, Svadba Svätoplukova, Smrť Gorazdova, Hviezda Mojmírova.)
- 2010 – Hľadanie Raja, ilustrații și grafică: Ľubomír Ferko

### Operetă
- 1954 – Plná poľná lásky, libret, muzica compusă de Milan Novák, opereta a avut premiera la Nová scéna, fiind regizată de František Krištof Veselý[7]

### Piese de teatru
- 1983 – Ako bozkať smiech
- 1984 – Pomsta Pribinova
- 1985 – Pravda Svätoplukova
- 1985 – Obrana Metodova
- 1985 – Svadba Svätoplukova
- 1986 – Smrť Gorazdova
- 1986 – Nádej Mojmírova
- 1988 – Zelené lásky maturantské
- 1989 – Solúnski bratia'

### Cărți pentru copii

#### Poezie
- 1955 – Veselo, pionieri
- 1960 – Čarovné bubliny
- 1960 – Na Mars a späť
- 1962 – Deň plný slnka
- 1963 – Neslávny výlet
- 1963 – Ružová rozprávka
- 1963 – Snehový strom
- 1963 – Tajomstvo hračiek
- 1964 – Bola raz rozprávka
- 1964 – Robí robot robotu
- 1971 – Džimbala-bala-bala

#### Proză
- 1963 – Dobrodružstvá s kolieskom, nuvelă (ecranizat în 1966 cu titlul Koliesko)
- 1965 – Kúzelník a zvieratká
- 1967 – Tvoji bratia, Winnetou
- 1968 – Pirátski králi a kráľovskí piráti
- 1969 – Keby som mal pušku, román (ecranizat în 1972, regizor Štefan Uher)
- 1970 – Pirátske dobrodružstvá
- 1970 – Znovu na rieke La Platta
- 1971 – Rinaldo Rinaldini
- 1974 – Keby som mal dievča, roman (continuarea lui Keby som mal pušku, ecranizat în 1976, regizor Štefan Uher)
- 1978 – Kam vtáci na noc odkladajú srdce
- 1980 – Bohatier v býčej koži, roman
- 1989 – Pod čiernou vlajkou
- 1997 – Šalabingo
- 2004 – Krásna hra

#### Piese radiofonice
- 1963 – Novoročná raketa
- 1968 – Lietajúce taniere
- 1971 – Koniec Zuribandu
- 1972 – Bubeníček

### Piese muzicale
- împreună cu compozitorul Milan Novák[8] a scris versurile la aproape 100 de cântece[9]

- Na svete je detí ako smetí – (h: /Milan Ferko)
- Spievajúce mandarínky – (Milan Novák / Milan Ferko)

## Traduceri
- Mihai Beniuc, Moja Itaka (Ithaca mea), volum de poezii, Slovenský spisovatel, Bratislava, 1961 – traducere de Milan Ferko, Jindra Hušková și Milota Šidlová,[10][11] postfață de Jindra Hušková,[11][12] ilustrații de Blanka Votavová[11]